# John Walker (målare)
John Walker, född 1939, brittisk målare, inspirerad av abstrakt expressionism och post-målerisk abstraktion.
År 1985 nominerades han till Turnerpriset.